# Nicolaas Prins

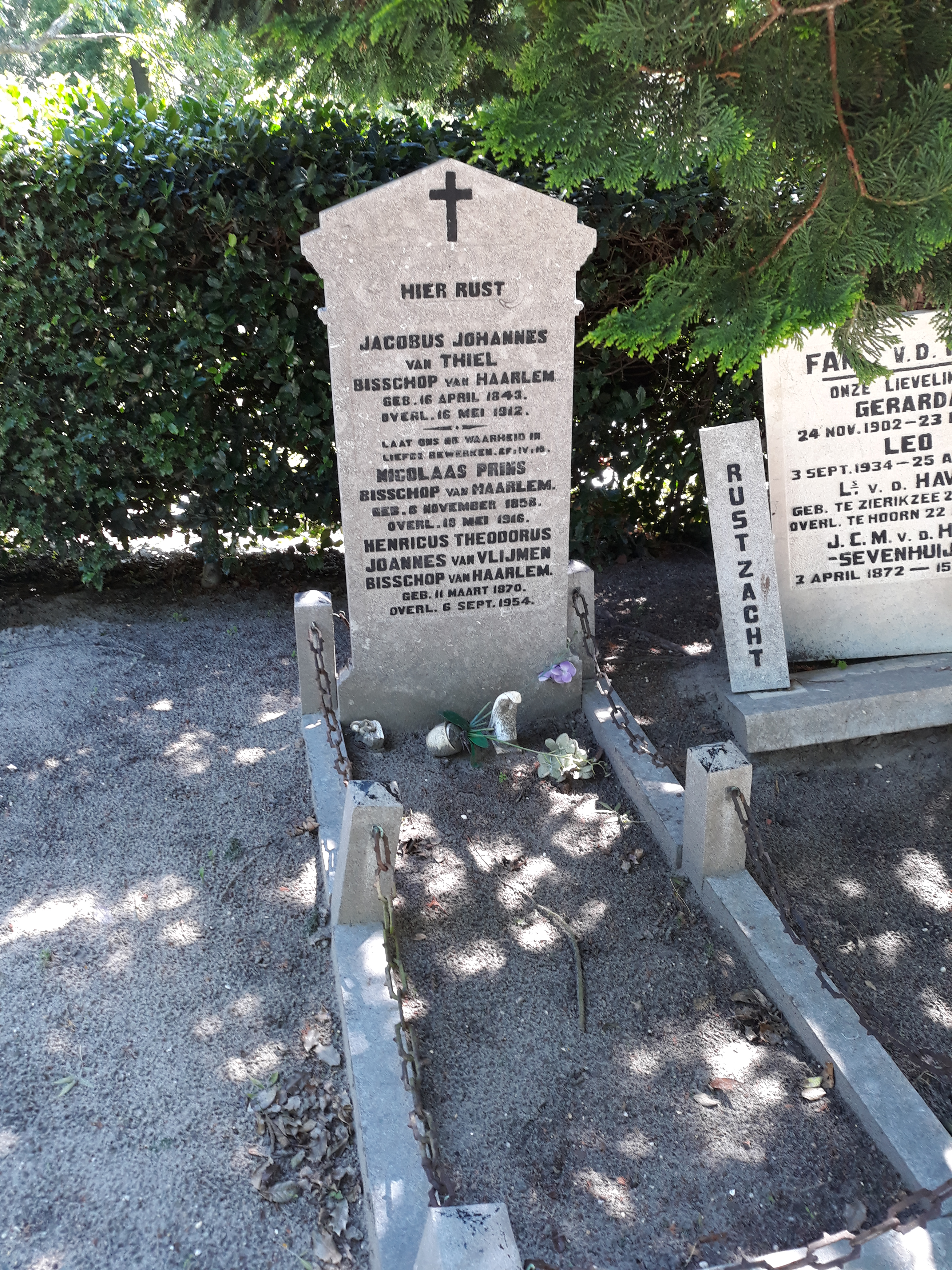
Grab im altkatholischen Bischofsgrab auf dem Friedhof Kleverlaan in Haarlem.

Nicolaas Prins (* 6. November 1858 in Den Helder; † 18. Mai 1916 in Haarlem) war von 1912 bis 1916 alt-katholischer Bischof von Haarlem.

## Leben
Ab 1871 besuchte er das alt-katholische Seminar zu Amersfoort. Nachdem er sein Studium dort abgeschlossen hatte, empfing er am 23. September 1883 durch Casparus Johannes Rinkel, Bischof von Haarlem, die Priesterweihe. Danach war er bis 1884 Kaplan und dann bis 1904 Pfarrer in Aalsmeer. Im Zeitraum von 1904 bis 1916 hatte er eine Pfarrstelle in Haarlem inne.
Prins war ein Verfechter des Gebrauchs des Niederländischen in der Liturgie. Bei seinem 25-jährigen Priesterjubiläum 1908 konnte er zum ersten Mal die Messe auf Niederländisch feiern.
Seine Wahl zum Bischof von Haarlem erfolgte am 30. Juli 1912, die Bischofsweihe empfing er am 1. Oktober 1912 in IJmuiden durch Erzbischof Gerardus Gul von Utrecht, Bischof Nicolaus Bartholomeus Petrus Spit von Deventer und den deutschen alt-katholischen Bischof Georg Moog.